# Cầu Thủ Bộ
Cầu Thủ Bộ bắc qua sông Cần Giuộc nối liền hai xã Long An và Long Phụng thuộc địa phận huyện Cần Giuộc, tỉnh Long An. Khởi công vào ngày 20 tháng 9 năm 2001, Cầu có chiều dài 544 m, rộng 12 m, tổng vốn đầu tư xây dựng công trình là 83 tỷ đồng, thời gian thi công 18 tháng.